# The Musical Box (groupe)
Pour les articles homonymes, voir Music Box.
The Musical Box est un groupe hommage canadien, originaire de Montréal, au Québec. Il rend hommage à Genesis en reprenant ses morceaux (cover band), les costumes et la mise en scène des spectacles.

## Biographie
The Musical Box est formé en 1993 à Montréal, au Québec, Canada, et reprend son nom de la chanson homonyme issue du troisième album de Genesis, Nursery Cryme (1971),,. Le membre fondateur, directeur musical et bassiste Sébastien Lamothe, publie une annonce pour recruter des membres fans de Genesis. Le groupe joue à l'origine comme sextet et incorpore des effets visuels et des costumes qui faisaient partie des concerts de Genesis.
En 1994, après le départ du chanteur Marc Léveillé, le groupe recrute Denis Gagné via une annonce publicitaire,. Il explique avoir écouté les albums de Genesis à l'école et qu'il était fan de Gabriel. Il tentera de jouer un concert avec ses amis, mais rien ne se passera. Le groupe devient un quintette, ressemblant ainsi à Genesis pendant une certaine période. La nouvelle formation se consacre à imiter Genesis en concert avec lumières, costumes, et en recréant les dialogues et le style scénique de Gabriel. Gagné s'immerge lui-même dans le rôle de Gabriel, apprenant à jouer de la flûte, et se laissant pousser ses cheveux. En 2002, Steve Hackett les rejoint sur scène à Londres.
En 2004, le groupe signe une licence pour recréer la tournée 1974-1975 de Genesis jouant leur double album The Lamb Lies Down on Broadway (1974) dans son intégralité, le plus souvent avec rappels,. La tournée est enregistrée pour rire. À cette période, le groupe voulait recréer le concert de deux heures aussi fidèlement que possible. Ils observaient les moments de silence, lisaient des articles de magazine, et Banks leur garantira même un accès au studio The Farm, Le groupe entre au studio d'enregistrement dans le Surrey pour écouter 24 heures de mastering original de l'album, pouvant ainsi isoler certains morceaux pour en écouter d'autres,,.
En 2005, Phil Collins affirme, après les avoir vus à Genève, qu'« ils le [notre album] jouent mieux que nous ne le jouions ». Peter Gabriel, quant à lui, emmènera ses enfants à un de leurs concerts pour « qu'ils voient ce que leur père faisait ».
En 2007, The Musical Box tourne en Amérique du Sud et en Europe avec un mélange de concerts de Foxtrot et Selling England by the Pound. Certaines dates récréent le Black Show, issu de la tournée Selling England by the Pound.
En 2012, à Zurich, Hackett joue lors des deux rappels — Musical Box et Cinema Show — du concert du Lamb Lies Down on Broadway, et en 2013. En 2013 et 2014, le groupe joue Selling England by the Pound.

## Membres

### Membres actuels
- Denis Gagné (« Peter Gabriel ») : chant, tambourin, flûte et (« Phil Collins ») - chant (depuis 1995)
- François Gagnon (« Steve Hackett ») - guitares six cordes, électrique et acoustique (depuis 2004)
- Sébastien Lamothe (« Mike Rutherford ») - basse, guitare 12 cordes, chœurs (depuis 1993)
- Ian Benhamou (« Tony Banks ») - claviers, guitare 12 cordes, chœurs (depuis 2018)
- Marc Laflamme (« Phil Collins ») - batterie, percussions, chant, chœurs

### Anciens membres

#### «Peter Gabriel»

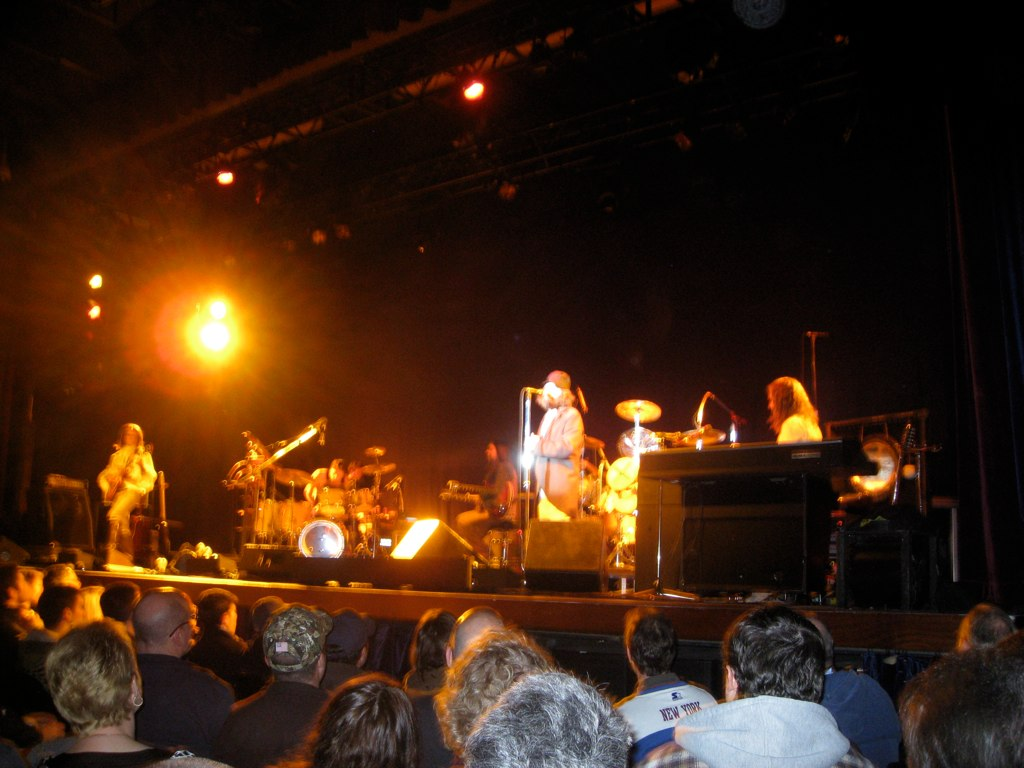
The Musical Box en concert en 2009

- Marc Léveillé  - chant, percussions (1993-1994)

#### «Tony Banks»
- Michel Cloutier - claviers, guitare 12 cordes, chœurs (1993-1994)
- Pierre Veilleux- claviers (1993-1996)
- David Myers - claviers (1993-2001, 2003)
- François Richard - claviers  (2002)
- Éric Savard - claviers (2004-2006)
- Éric Savard - claviers
- Michel Cloutier - claviers, guitare 12 cordes, chœurs (2011-2012)
- Guillaume Rivard - claviers, guitare 12 cordes, chœurs (2013-2018)

#### «Steve Hackett»
- Christian Hebert - guitares (1993-2003)
- Denis Champoux - guitares 6 et 12 cordes, électrique et acoustique (1993-1996) (2000-2004)

#### «Phil Collins»
- Martin Levac - batterie, percussions (2002-2007)
- Gregg Bendian - batterie, percussions (2007-2013)
- Marc Laflamme - batterie, percussions, chant (2008-2018)
- Guillaume Courteau - batterie, percussions (1993-1996)
- Antoine Baril - batterie, percussions (2019)

#### «Bill Bruford»
- Gregg Bendian - batterie, percussions (2007-2013)